# Celeste (datorspel)
Celeste är ett sidscrollande plattformsspel utvecklat och utgivet av de kanadensiska spelutvecklarna Maddy Thorson och Noel Berry. Spelet var ursprungligen utvecklat som en prototyp över fyra dagar under en game jam, och utvidgades senare till en komplett utgåva. Celeste släpptes i januari 2018 till Microsoft Windows, Nintendo Switch, PlayStation 4, Xbox One, macOS och Linux.
I  Celeste  kontrollerar spelaren en tjej med namnet Madeline, som klättrar på ett berg och undviker ett antal dödliga hinder. Förutom att kunna hoppa och klättra väggar kan Madeline göra ett drag medan hon är i luften, vilket ger henne större räckvidd. Denna rörelse kan bara göras en gång och kommer att laddas upp när hon landar på fast mark eller berör vissa föremål.